# De Zavelput
De Zavelput is een klein natuurgebied met als doel recreatie in de tot de Belgische gemeente Waregem behorende plaats Beveren-Leie. Het is vijf hectare groot en bestaat vooral uit een in de jaren 1970 en 1980 door zandwinning ontstane waterplas. In 1986 werd het terrein door de stad Waregem aangekocht.
Rond de plas is een begroeiing van bomen en struiken. De oorspronkelijke natuurpaden werden heraangelegd, verbreedt en verhard en er is een vogelkijkhut. In februari 2025 kwamen er grote vispontons om meer recreatiemogelijkheden te bieden tussen de weinige natuur in de regio. Door de nabijheid van de Leie en natuurgebied Oude Leiearm is er nog natuur in de buurt die de plas aantrekkelijk maakt voor watervogels zoals fuut, wilde eend en waterhoen. Het water van de plas is ondoorzichtig geworden door de vele honden en mensen die er zwemmen en zo het slib onintentioneel los wroeten. Al ligt de grootste oorzaak bij de vele grondwoelende vissen die eind 20ste eeuw illegaal ingevoerd werden. Deze vissen zijn echter nu wel te bevissen. Op de bodem van de plas zijn al enkele fietsen en andere afvalresten teruggevonden.